# Teatro Fonda

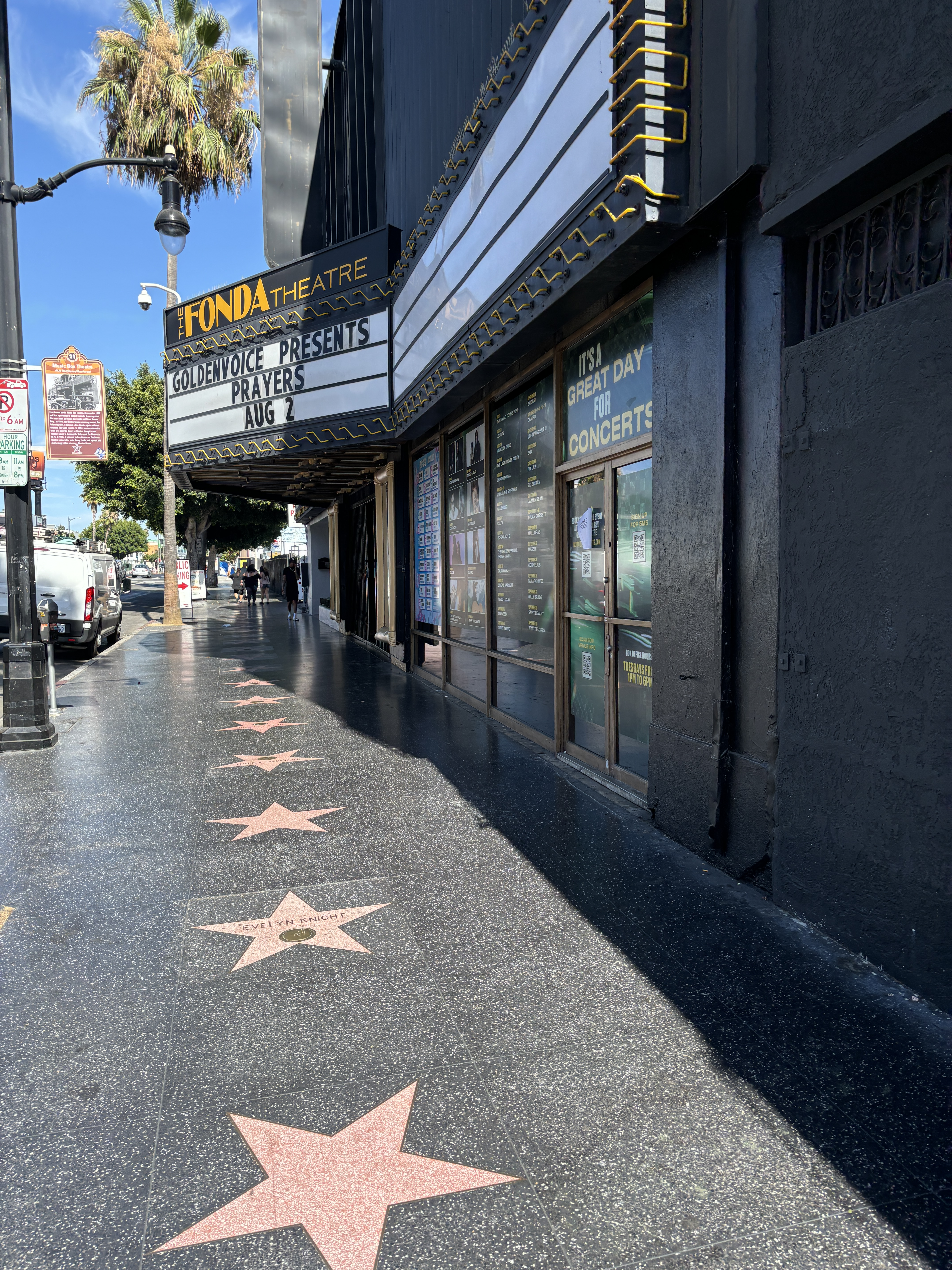
Teatro Fonda, 2024

El  Teatro Fonda (anteriormente Teatro de la Caja  Música, Teatro de Gremio,  Fox Theatre y Pix  Theatre) es un local de conciertos ubicado en el Bulevar de Hollywood en Los Ángeles, California. Diseñado en el Estilo del Resurgimiento Colonial español, el teatro de 2.900 m² ha alojado acontecimientos en directo, películas, y emisiones radiofónicas.

## Historia
El 18 de octubre 18 de1926, el Carter DeHaven Music Box abrió con una revue llamada Fancy.  Entre los primeros inversores del teatro nuevo estaban John Barrymore, John Gilbert, Reginald Denny, King Vidor, y Mae Murray.
La Caja de Música cambiada de revues para legitimar el teatro en 1927 con el estreno de costa del oeste de Chicago, protagonizado por Clark Gable y Nancy Carroll.  Los juegos de escena continuaron en la Caja de Música durante casi dos décadas—aparte de un periodo de inicio en 1936 cuándo el lugar fue utilizado como estudio de retransmisión por Lux Teatro Radiofónico.
En 1945, Fox West Coast adquirió el edificio y lo remodeló para la exhibición de película en un estilo aerodinámico, el cual incluyó cubrir la fachada estilo Resurgimiento Colonial Español con láminas de metal.  Inaugurándose en febrero de 1945, el teatro visionó películas durante 32 años; primero como el Guild Theatre, después como el Fox Theatre, y finalmente como el Pix Theatre, antes de cerrar sus puertas en 1977.
La Nederlander Organization reabrió el edificio como un teatro legítimo en 1985 y lo rebautizó en honor del director de cine y escena Henry Fonda.  En los años siguientes, producciones como la ganadora del  Premio Pulitzer Glengarry Glen Ross, y Paseando a Miss Daisy honraron el escenario.
Los esfuerzos para restaurar el teatro tal y como estaba en el auge de los locos años veinte comenzaron en 2002. En 2012, Goldenvoice tomó la Caja de Música y cambió el nombre de nuevo a Fonda Theatre.